# Eritorbato de sódio
Eritorbato de sódio (C6H7NaO6) é usado predominantemente em carnes, aves, e bebidas não alcoólicas na indústria de alimentos. Quando usado em carne processada tais como as salsichas e "beef sticks", estas pequenas escamas ou grãos reduzem a taxa na qual nitrato reduz-se a óxido nítrico, então conservando a coloração rósea. Como um antioxidante C6H7NaO6 ajuda a melhorar a estabilidade do sabor de maneira similar a vitamina C, e ajuda a prevenir a formação das nitrosaminas carcinogênicas. Quando usado como aditivo alimentar, seu número E é E316.
É absolutamente incorreto que o eritorbato de sódio é feito de minhocas como divulgado por uma lenda urbana. É um composto químico feito a partir dos açúcares tais como os da cana e da beterraba. É provável que a origem de tal lenda urbana seja a similaridade do nome da substância em inglês com a frase “earth or bait.”
O ácido correspondende ao eritorbato, o ácido eritórbico, é um isômero do ácido ascórbico.